# Route européenne 16
Pour les articles homonymes, voir E16 et Route 16.
Ne doit pas être confondu avec la route européenne 016, située au Kazakhstan.
 (juillet 2025).
Si vous disposez d'ouvrages ou d'articles de référence ou si vous connaissez des sites web de qualité traitant du thème abordé ici, merci de compléter l'article en donnant les références utiles à sa vérifiabilité et en les liant à la section « Notes et références ».
La route européenne 16 (E16) est une route reliant Londonderry à Gävle. Elle traverse donc l'Irlande du Nord, l'Écosse, la Norvège et la Suède.

## Tracé
La route européenne 16 passe par Glasgow, Édimbourg, rejoint Bergen par ferry, Voss, traverse le tunnel de Lærdal (plus long tunnel routier du monde) et finit, avant 2010, à Sandvika, dans la banlieue d'Oslo. La route a ensuite été prolongée au cours de l'année  2010 vers l'est de la région d'Oslo à Kongsvinger, Torsby, Malung, Borlänge à Gävle en Suède.

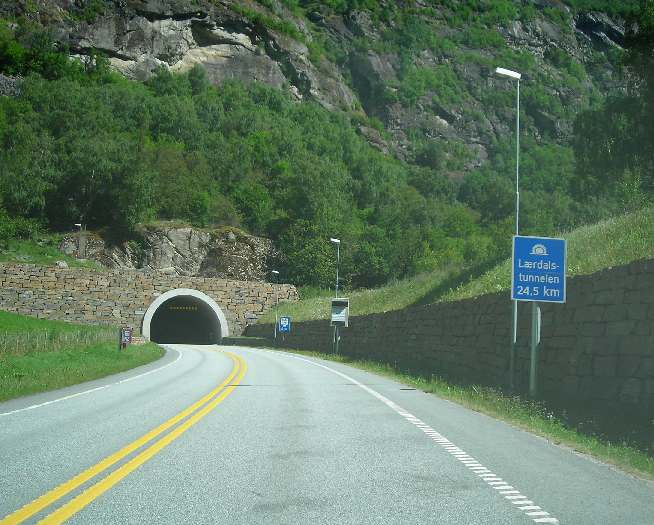
Le tunnel de Lærdal.